# Федотов, Максим Гаврилович
Максим Гаврилович Федотов (1917 — 25 ноября 1951) — командир отделения разведки 2-го дивизиона 24-й гвардейской пушечной артиллерийской бригады, гвардии старшина, участник Великой Отечественной войны, кавалер ордена Славы трёх степеней.

## Биография
Родился в 1917 году в селе Меньшиково (ныне Венгеровского района Новосибирской области) в крестьянской семье. Русский. После окончания средней школы работал заведующим клубом в Ичинском (ныне Соболевском) районе Камчатской области.
В Красной Армии с марта 1939 года.
На фронте – с 8 марта 1943 года. Воевал на Северо-Западном, Воронежском, 1-м Украинском, 4-м Украинском фронтах.
Особо отличился в боях за освобождение Харьковской и Сумской областей в районе сёл Сенное, Сковородиновка, города Котельва. В октябре 1943 года командир отделения разведки управления 2-го дивизиона 24-й гвардейской тяжёлой пушечной артиллерийской бригады Федотов отлично организовал наземную разведку, лично выявил 8 батарей противника, 3 наблюдательных пункта, 1 дзот, вёл разведку несмотря на сильный огонь противника. Приказом по 24-й пушечной бригаде от 14 октября 1943 года № 6/н награждён орденом Красной Звезды.
Командир отделения разведки 2-го дивизиона гвардии старший сержант Федотов Максим Гаврилович 28 марта 1944 года во главе штурмовой группы одним из первых в бригаде ворвался в расположение противника в районе переправы через реку Серет, у шоссе северо- западнее города Тернополь, в бою сразил 2-х пехотинцев и 2-х взял в плен.
Приказом командующего артиллерией 1-го Украинского фронта от 25 апреля 1944 года № 045/н награждён орденом Славы 3-й степени.
Помощник командира взвода разведки 24-й гвардейской тяжёлой пушечной артиллерийской бригады (1-я гвардейская армия, 4-й Украинский фронт) гвардии старшина Федотов М. Г. 9-11 декабря 1944 года, находясь с группой разведчиков в тылу противника в районе села Тернавка (24 км западнее города Михаловце, Чехословакия), скрытно проник на господствующую высоту и удерживал позицию 2 суток, корректируя огонь артиллерийских батарей. При отражении контратак противника группа истребила свыше 10 гитлеровцев, 3-х из них поразил лично Федотов М. Г..
Приказом командующего 1-й гвардейской армией от 5 февраля 1945 года награждён орденом Славы 2-й степени.
В конце апреля 1945 года командир отделения разведки Федотов в бою в районе чешского города Моравска-Острава, действуя во главе группы, у переднего края обороны врага совершил умелый манёвр и напал на подразделение гитлеровцев, захватив в плен свыше взвода солдат.
Указом Президиума Верховного Совета СССР от 15 мая 1946 года Федотов Максим Гаврилович был награждён орденом Славы 1-й степени, стал полным кавалером ордена Славы.
В 1945 году был демобилизован. Приехал на Сахалин. Жил и работал в городе Оха старшим прорабом жилищно-ремонтной конторы.
Умер 25 ноября 1951 года. Похоронен на городском кладбище города Оха.

## Награды
- Орден Красной Звезды (14.10.1943)[4];
- Полный кавалер ордена Славы:
  - орден Славы I степени (15.05.1946)[5];
  - орден Славы II степени (5.02.1945)[6];
  - орден Славы III степени (25.04.1944)[7];
- медали, в том числе:
  - «За победу над Германией в Великой Отечественной войне 1941—1945 гг.» (9 мая 1945[8])

## Память
- На могиле установлен надгробный памятник
- Его имя увековечено в Главном Храме Вооружённых сил России, и навсегда запечатлено на мемориале «Дорога памяти»